# NGC 7377
NGC 7377 (другие обозначения — PGC 69733, ESO 534-26, MCG -4-53-38, IRAS22451-2234) — галактика в созвездии Водолей.
Этот объект входит в число перечисленных в оригинальной редакции «Нового общего каталога».
В галактике вспыхнула сверхновая SN 2004db типа Ia, её пиковая видимая звездная величина составила 17,8.